# كلاتة منصور أباد
كلاتة منصور أباد (بالفارسية: کلاته منصورآباد) هي قرية تقع في قسم دامن كوه الريفي (مقاطعة إسفراين) في إيران. يقدر عدد سكانها بـ 13 نسمة بحسب إحصاء 2016.